# Geonoma chococola
Geonoma chococola là loài thực vật có hoa thuộc họ Arecaceae. Loài này được Wess.Boer mô tả khoa học đầu tiên năm 1968.